# Olaf Wildeboer
Olaf Wildeboer Faber, (Sabadell, 4 de marzo de 1983). Es un nadador olímpico de doble nacionalidad, española y neerlandesa.

## Biografía
Nacido en España, y miembro del Club Natació Sabadell, es un especialista en los 200 m. estilo libre. Ha sido varias veces campeón de España en esta modalidad, de la que posee el record nacional con un tiempo de 1:49.09, así como subcampeón de Europa Junior, en 2001 participando como español. Disputó los Juegos Olímpicos de Atenas 2004 en esta especialidad dentro del equipo español, en la que no pudo clasificarse para la final (semifinalista), una de las más disputadas, con varios de los mejores plusmarquistas de la historia de la natación, como Pieter van den Hoogenband, Ian Thorpe o Michael Phelps. Decidió nadar para los Países Bajos a partir de la primavera de 2006, y representó oficialmente a este país en los Europeos de 2006 en Budapest, Hungría (donde su hermano Aschwin formó parte de la delegación española) y los Mundiales de 2007 en Melbourne, Australia. 